# کفریاشیت
کفریاشیت (به عربی: کفریاشیت) یک منطقهٔ مسکونی در لبنان است که در استان شمالی لبنان واقع شده‌است.

## خصوصیات
کفریاشیت ۲۰۰ متر بالاتر از سطح دریا واقع شده‌است.